# Obertriebelbach
Obertriebelbach ist ein Ortsteil von Bösenbrunn im sächsischen Vogtlandkreis.

## Geographie
Die Streusiedlung Obertriebelbach liegt nördlich von Triebel/Vogtl. und südlich von Bösenbrunn und Untertriebelbach im Süden des (sächsischen) Vogtlandes auf rund 474 m nahe des Fuchspöhlbaches.

## Geschichte
Obertriebelbach wurde später als Untertriebelbach erstmals erwähnt. Spätestens 1825 als Triebelbach. Spätere Nennungen sind Ober Triebelbach (1847 – 50) und Obertriebelbach (1875). Obertriebelbach gehörte entsprechend zum Amt Voigtsberg im Vogtländischen Kreis und später zum Gerichtsamt, der Amtshauptmannschaft und dem (Land-)Kreis Oelsnitz, bis dieser im Vogtlandkreis aufging. Die Häusergruppe war Lauterbach zugehörig, gehörte 1950 zu Oelsnitz und ist (Stand: 2015) Ortsteil von Bösenbrunn.

## Belege
1. ↑  Triebelbach, Ober- – HOV | ISGV. Abgerufen am 19. Dezember 2023.
2. ↑  Stadt Oelsnitz als erfüllende Gemeinde der Verwaltungsgemeinschaft: Ortsübliche Bekanntmachung der Gemeinde Bösenbrunn über die Bekanntmachung des Aufstellungsbeschlusses und der öffentlichen Auslegung des Entwurfes der Außenbereichssatzung nach § 35 BauGB, Ortsteil Obertriebelbach, Gemarkung Schönbrunn. Abgerufen am 19. Dezember 2023.